# 매들린 마틴
매들린 마틴(Madeleine Martin, 1993년 4월 15일 ~ )은 미국의 배우이다.

## 출연 작품
- 이터널 섬머
- 에어로빅 - 어 러브 스토리
- 업로드 투 스토리
- 딥워터 - 투바 역